# Dorcadion menradi
Dorcadion menradi là một loài bọ cánh cứng trong họ Cerambycidae.